# دالیدا
یولاندا کریستینا جیلیوتی با نام هنری دالیدا (ایتالیایی: Iolanda Cristina Gigliotti، زاده ۱۷ ژانویه ۱۹۳۳ در قاهره – درگذشته ۳ مه ۱۹۸۷ در پاریس) خواننده و هنرپیشه فرانسوی از پدر و مادری ایتالیایی بود. او به زبان‌های عربی، فرانسوی و ایتالیایی تسلط داشت. دالیدا در سال ۱۹۵۴ توانست عنوان ملکه زیبایی مصر را از آن خود کند و پس از آن به پاریس رفت و در آنجا با آهنگ موفق بامبینو به شهرت یک شبه رسید؛ که این موفقیت با آهنگ‌های گوندولیه، کوم پریما، لو ژوق پلویی وییاندقا، لزآن‌فان دوپیقه و ایتسی بیتسی پتی بیکینی ادامه پیدا کرد و او را در سال‌های ابتدایی کارش به‌عنوان یک پاپ خوان سنتی شناساند.

## دوران کودکی
دالیدا در ۱۷ ژانویه ۱۹۳۳ در قاهره، پادشاهی مصر، ایولندا کریستینا جیگلیوتی به دنیا آمد. پدرش پیترو جیگلیوتی (1904-1945) و مادرش فیلومنا جوزپینا (نام دختر آلبا؛ 1904-1971) در سراسترتا، کالابریا، ایتالیا به دنیا آمدند. پیترو در مدرسه موسیقی خواند و در میخانه‌ها ویولن می‌نواخت. دالیدا با تولد به طور خودکار ملیت ایتالیایی را از طریق اصل خون پدر و مادر ایتالیایی به دست آورد. 

## ترانه‌ها
ترانه‌های معروف وی «بامبینو»، «سلما یا سلما» بر اساس ترانه‌ای قدیمی مصری که تاکنون به زبان‌های مختلفی اجرا شده‌است، «پاروله پاروله» با همکاری آلن دلون و ترانه فولکوریک عبری «هاوا ناگیلا» است.

## اقتباس سینمایی
- دالیدا (فیلم ۲۰۰۵)
- دالیدا (فیلم ۲۰۱۷)

## درگذشت
دالیدا از خودکشی شریک زندگی خود لوئیجی تنکو در سال ۱۹۶۷ به شدت ناراحت شد. علیرغم این، او به کار خود ادامه داد و با برادرش اورلاندو، شرکت ضبط بین المللی شو را تشکیل داد، موسیقی بیشتری ضبط کرد و در کنسرت ها و مسابقات موسیقی اجرا کرد، اما ادامه داد. برای تحمل حملات افسردگی او در ۳ مه ۱۹۸۷ جان خود را از دست داد.